# ژولیو بتلهو
ژولیو بتلهو (انگلیسی: Júlio Botelho; ۲۹ ژوئیهٔ ۱۹۲۹ – ۱۰ ژانویهٔ ۲۰۰۳) معروف به ژولینهو ،بازیکن فوتبال اهل برزیل بود.
از باشگاه‌هایی که در آن بازی کرده‌است می‌توان به باشگاه فوتبال پالمیراس، باشگاه فوتبال فیورنتینا، و باشگاه فوتبال فلومیننزه اشاره کرد.
وی همچنین در تیم ملی فوتبال برزیل بازی کرده‌است.